# Adobe XD
Adobe Experience Design (Adobe XD) — програма розробки інтерфейсів від Adobe Systems. Підтримує векторну графіку й вебверстку та створює невеличкі активні прототипи.

## Програми-конкуренти
- Sketch
- Figma
- InVision Studio
- Adobe Photoshop
- Affinity Designer